# 202
Het jaar 202 is het 2e jaar in de 3e eeuw volgens de christelijke jaartelling.

## Gebeurtenissen

### Italië
- Keizer Septimius Severus keert na vijf jaar afwezigheid terug in Rome en sluit een vredesverdrag met koning Vologases V van het Parthische Rijk.
- Marcus Aurelius Antoninus (Caracalla) treedt in het huwelijk met Plautilla. Haar vader laat 100 Romeinen castreren om als dienaren te fungeren.

## Geboren
- Jiang Wei, Chinees veldheer en regent van het Koninkrijk Shu (overleden 264)

## Overleden
- Ireneüs van Lyon, theoloog, kerkvader en martelaar
- Yuan Shao (48), Chinees veldheer